# 1989年のラジオ (日本)
1989年のラジオ (日本)では、1989年の日本のラジオ番組、その他ラジオ界の動向について記す。

## 開局
- 4月1日 - エフエム山形
- 6月1日 - エフエムはちまるに（現：FM802）
- 10月1日 - エフエムサウンド千葉（現：ベイエフエム）

## 特別番組

### 11月放送
- 7日 - 1107MBCラジオDAY もぎたてラジオまるかじり（南日本放送）[1]

### 昭和天皇崩御・改元関連特別番組
- 1月7日
  - NHKラジオ第1放送
    - 天皇陛下のご生涯（20:00 - 21:00）[2]

  - TBSラジオ
    - 陛下とスポーツ（12:15 - 16:00）[3]
    - スタジオ座談会 天皇陛下を偲び、昭和を回顧する（16:00 - 18:00）[3]
    - 「天皇ゆかりの人」中継（18:15 - 19:00）[3]
    - 激動の昭和史（19:00 - 22:00）[3]
    - 学者天皇 天皇と生物、生物とともに70年（22:00 - 23:00）[3]
    - ドキュメント 昭和の終わる日（23:00 - 翌0:00）[3]

  - 文化放送
    - 座談会「今上天皇御逝去・昭和の終り」（12:00 - 14:00）[4]
    - 亡き陛下の御晩年（18:00 - 19:30）[4]
    - 大行天皇裕仁陛下の御生涯（20:30 - 23:00）[4]
    - 座談会「今上天皇御逝去・昭和の終り」（23:00 - 翌1:00）[4]

  - ニッポン放送
    - 昭和史の天皇陛下（21:40 - 翌2:00）[5]

  - エフエム東京
    - 国民とともに87年 亡き陛下のご生涯（10:30 - 11:00）[6]
    - お声でしのぶ亡き陸下 第1部（11:00 - 12:00）[6]
    - 証言・日本を救ったご決断（13:00 - 13:15）[6]
    - 陛下お安らかに（13:15 - 14:00）[6]
    - 陛下に仕えて半世紀（15:00 - 16:00）[6]
    - お歌にしのぶ陛下のお心（16:00 - 17:00）[6]
    - 各界人の追悼談（17:00 - 18:00）[6]
    - お声でしのぶ亡き陸下 第1部（19:00 - 20:00）[6]
    - 朗読「ありし日の陛下 ご研究の日々」（20:15 - 21:00）[6]
    - 追悼コンサート（21:00 - 23:00）[6]
    - 短歌でつづる私たちの昭和史（23:00 - 翌0:00）[6]
- 1月8日
  - NHKラジオ第1放送
    - 昭和の時代（0:05 - 5:00）[2]
    - 天皇陛下の一代記（5:31 - 6:00）[2]
    - 陛下のお言葉（7:07 - 8:00）[2]
    - 新天皇明仁陛下（9:05 - 8:00）[2]
    - 新天皇陛下のご一家（22:00 - 23:00）[2]

  - TBSラジオ
    - 新元号平成元年スタート・都内中継（0:00 - 3:00）[3]
    - 座談会 新天皇の時代とこれからの日本（7:00 - 8:00）[3]
    - 新天皇の横顔（18:15 - 20:00）[3]

  - 文化放送
    - 亡き陛下を偲ぶ関係者の証言（2:00 - 6:00）[4]
    - 元侍従次長 鈴木一氏の回想（9:00 - 9:30）[4]
    - 座談会「我々の昭和とは（10:00 - 12:00）[4]
    - 新天皇御一家の御紹介（12:30 - 14:00）[4]
    - 座談会「昭和から平成（14:00 - 15:00）[4]
    - 録音昭和史（19:00 - 23:00）[4]

  - ニッポン放送
    - 近衛通隆氏に聞く（3:05 - 3:35）[5]
    - 天皇陛下と園遊会（3:35 - 5:00）[5]
    - 昭和スポーツ史 一生けんめいの記録（22:00 - 翌0:00）[5]

  - エフエム東京
    - 世界7大都市の反響（7:00 - 8:15）[6]
    - 朗読「ありし日の陛下 お人柄をしのぶ」（8:15 - 9:00）[6]
    - 追悼コンサート（13:00 - 15:00・21:00 - 23:00）[6]
    - 新らしき象徴 新天皇陛下（15:00 - 15:20）[6]
    - 座談会「新天皇と新時代」（15:20 - 17:00）[6]
    - お声でしのぶ亡き陸下 総集編（23:00 - 翌0:00）[6]

  - ラジオたんぱ第1放送
    - 特別番組 亡き陛下の崩御を悼む（4:00 - 8:30）
    - 特別報道番組（9:50 - 17:00）

  - ラジオたんぱ第2放送
    - 特別報道番組（9:50 - 17:00）
- 1月9日
  - TBSラジオ
    - 歌謡曲で綴る昭和史（3:00 - 6:00）[3]

  - ニッポン放送
    - 新帝明仁陛下の素顔（0:00 - 1:40）[5]
- 2月24日
  - NHKラジオ第1放送
    - NHKラジオスペシャル「昭和天皇 大喪」（8:30 - 15:30）

  - TBSラジオ
    - JRN報道特別番組「ドキュメント日本・昭和天皇きょう大喪の礼」（8:30 - 15:30）

  - 文化放送
    - 特別番組「昭和天皇・きょう大喪の礼」（8:30 - 15:30）

  - ニッポン放送
    - 特別放送「昭和天皇大喪の礼」（8:00 - 18:00）

  - アール・エフ・ラジオ日本
    - 報道特別番組「昭和天皇・大喪の礼」（9:00 - 14:00）
    - 芥川隆行がつづる明治・大正・昭和三世代の日本の歌（14:10 - 17:45）

  - エフエム東京
    - 特別番組「お安らかに、昭和天皇」（9:00 - 15:30）

  - J-WAVE
    - 大喪の礼特別編成（8:30 - 16:00）

  - ラジオたんぱ第1放送
    - 昭和天皇・大喪の礼（10:00 - 12:20・12:40 - 14:00）

  - ラジオたんぱ第2放送
    - 昭和天皇・大喪の礼（10:00 - 14:00）

## 開始番組

### 1989年1月放送開始
TBSラジオ
- 4日 - タケロー幸せ気分で

### 1989年4月放送開始
NHKラジオ第1放送
- 3日 
  - NHKラジオセンター
  - ふれあいラジオパーティ

NHK-FM放送
- 3日
  - あさのバロック
  - 音楽図書館
  - ニューミュージック・ダイアリー
- 8日 - ジャズクラブ
- 9日 - サンデークラシックリクエスト

HBCラジオ
- 開始日不明
  - ハニーズクラブ24時
  - タテノリライブパーティー

STVラジオ
- 10日 - サッポロ2130 夜は金時

秋田放送
- 15日 - 音楽情報局 土曜はキャベツクラブ

TBSラジオ
- 10日 - ポップン・ルージュ
- 11日 - スーパーギャング・ティーンズダイヤル

文化放送
- 10日
  - From C Side
  - 田村英里子のマシュマロワンダーランド
- 16日 - ノオチンと太田さんのピンコン二人旅

ニッポン放送
- 9日 - 小川範子 素顔で片想い
- 10日 - 高田文夫のラジオビバリー昼ズ
- 12日 - 藤井郁弥のオールナイトニッポン
- 14日 - ウッチャンナンチャンのオールナイトニッポン
- 15日
  - 生稲晃子 デートはこれから
  - 川村かおりのオールナイトニッポン

KBS京都
- 3日 - はいぱぁナイト
- 開始日不明 - 圭修のGOOD GOOD WAVE

ラジオ大阪
- 3日 - 本気でほんま!西川のりおです

ラジオ関西
- 1日 - 青春ラジメニア

山陽放送
- 2日 - ジャックあまののGO!GO!あまのじゃく

山陰放送
- 3日 - ラジオでキャッチ
- 8日 - 新鮮生放送どど〜んと土曜日新・鮮・組

ラジオ沖縄
- 7日 - 前田すえこのいいことありそうウィークエンド

エフエム東京
- 2日
  - ハート・オブ・サンデー
  - 大江千里のSUZUKI STATIONKIDS
- 3日 - マジカルポップランド
- 4日 - スーパーFMマガジン
- 30日 - トランス・ワールド・ミュージック・ウェイズ
- 開始日不明 - BEAT ZONE

エフエム大阪
- 開始日不明 - YOUNG NETWORK Hit Radio 99

エフエム香川
- 10日 - JOY-U・CLUB

エフエム愛媛
- 1日 - MUSIC from JOEU

エフエム山口
- 2日 - きおつけ!ヤスベェ
- 3日 - SUNSET-STUDIO FMY EVENING TERMINAL

NACK5
- 9日 - NACK5 SUNDAY LIONS

エフエム富士
- 1日 - CINEMA UP
- 開始日不明
  - SUNSHINE BREEZE
  - SOUND SPEC.

### 1989年5月放送開始
エフエム横浜
- 7日 - QUÉ TAL[7]

### 1989年6月放送開始
TBSラジオ
- 9日 - 渡辺美里のスーパーギャング

エフエム802
- 3日
  - Saturday Amusic Islands Morning Edition
  - Saturday Amusic Islands Afternoon Edition
- 11日 - OSAKAN HOT 100
- 開始日不明
  - FRIDAY AMUSIC ISLANDS
  - PACIFIC OASIS
  - SUNDAY SUNSET STUDIO
  - AMUSIC MORNING
  - ROCK KIDS 802

### 1989年8月放送開始
青森放送
- 5日 
  - サタデー夢ラジオ[8]
  - HOTひろさき

### 1989年9月放送開始
青森放送
- 3日 - どーんと日曜大行進!

### 1989年10月放送開始
HBCラジオ
- 7日 - 千家和也の特上生ワイド
- 開始日不明 - 則幸のノリ出せワイド

文化放送
- 9日 - 今夜もBREAK OUT ラジオバカナリヤ
- 15日
  - ごくらくサンデー・いの石田
  - ライオン サウンドNo.17・聖飢魔IIの電波帝国
  - トークプロレスD-DAY
- 21日 - 小川範子のアンバランスヒロイン
- 開始日不明 - 夜はキラキラ寺チャンネル

ニッポン放送
- 9日
  - 腹よじれAGOHAZUSHI連盟
  - 大槻ケンヂのセニョール!セニョリータ!
- 14日 - あなたにWINK
- 15日
  - 真璃子のときめきホームルーム
  - 宮沢りえ 気まぐれフルーツパーティー
- 開始日不明 - 目覚ましかぼちゃモーニング

CBCラジオ
- 2日 - CREATIVE COMPANY 冨田和音株式会社

東海ラジオ
- 9日 - アイドルハウス ビンバンブン

朝日放送
- 2日 - パノラマ大放送

MBSラジオ
- 11日 - 気分はアクティブ!!

ラジオ関西
- 1日 - 中川くんと太田くん
- 開始日不明 - 遊・わーく・ウィークリー

エフエム北海道
- 1日 - 西山美食話

bayFM
- 1日 - BAY MORNING
- 5日 - KEIYOGINKO POWER COUNTDOWN JAPAN HOT 30
- 7日 - SATURDAY BRACING MORNING

エフエム東京
- 2日
  - AJI FMハートピア
  - アフタヌーン・ブリーズ
  - TOKYO POP ARENA
- 開始日不明
  - サイバーテレフォンリクエスト
  - BAY SIDE FREEWAY

### 開始日不明
静岡放送
- すっとんしずおか昔話

RKB毎日放送
- RKBラジオ ホリデースペシャル

民放AM各局
- らじとぴあワールド
- Dream Factory

エフエム山形
- トワイライトミュージックセンサー

エフエム東京
- Konica Ocean Bluebird

JFNC
- FMウィークエンドスペシャル

J-WAVE
- Across The View

## 終了番組

### 1989年3月放送終了
NHK-FM
- 16日 - FMワイド歌謡曲
- 31日 
  - ミュージックライフ
  - レッツ・シング・ア・ソング

### 1989年4月放送終了
NHKラジオ第1
- 2日
  - おはようラジオセンター
  - ふれあいラジオセンター

NHKラジオ第2
- 1日 - 定時制高校の時間

NHK-FM
- 1日 - あさの音楽散歩
- 2日 
  - ゴールデンジャズ
  - サンデーリクエストアワー

### 1989年9月放送終了
エフエム東京
- 29日 - 歌謡バラエティ